# Anisodes semicompleta
Anisodes semicompleta är en fjärilsart som beskrevs av Walker 1861. Anisodes semicompleta ingår i släktet Anisodes och familjen mätare. Inga underarter finns listade i Catalogue of Life.